# Jūrmala
Jūrmala és una ciutat de Letònia, un dels 26 comtats en què es divideix administrativament. Tradicionalment havia estat lligada a la ciutat de Riga, de la que en constituïa la platja i sortida al mar.

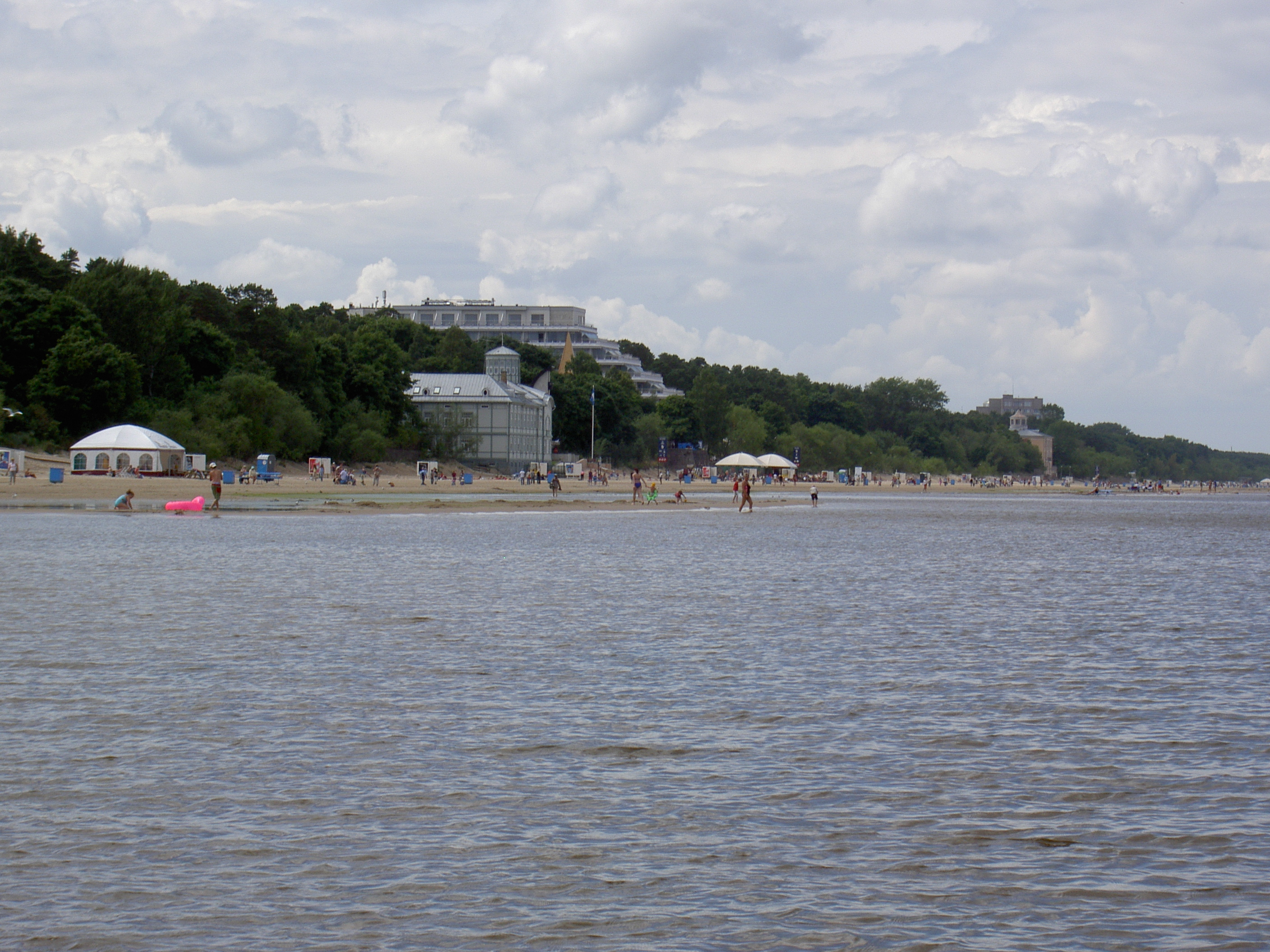
Platja a Jūrmala